# Sturmtruppen
Sturmtruppen és un còmic satíric italià, pensat i dissenyat per Bonvi. Publicat des de 1968 en forma de tires còmiques, entre 1984 i 1985 va passar gradualment al format en planxes, que va mantenir fins al final de la producció el 1995, a causa de la mort de l'autor. Situat al front, el còmic és una representació satírica de la Segona Guerra Mundial des del punt de vista de les tropes d'assalt alemanyes, sovint experimentant situacions surrealistes. Els personatges, gairebé tots soldats o graduats anònims, en la seva versió original parlen un italià que incorpora sufixos i sons típicament alemanys.
Va ser el primer còmic italià realitzat en format de tires per diaris i durant molt de temps ha tingut una àmplia popularitat no només a Itàlia, publicant-se en un gran nombre de diaris, revistes i llibres i traduït a onze llengües diferents inclosa la russa, convertint-se així en el primer còmic estranger publicat mai a la llavors Unió Soviètica. Dos llargmetratges homònims del 1976 i el 1982 estan inspirats en el còmic.

## Història editorial
La sèrie es va presentar a Paese Sera el 23 de novembre de 1968 arran d'un concurs organitzat pel diari per a un còmic italià inèdit que Bonvi havia guanyat i després també a l'Almanac de la IV edició del Salone dei Comics de Lucca el novembre de 1968. El 1969 la sèrie es va publicar al diari L'Ora i a la revista de còmics Off-Side de l'Editorial Nova i, amb els anys, es publicaria en altres diaris i publicacions periòdiques com Secretissimo i la Gazzetta di Parma. Als anys setanta va ser publicat per l'editorial Corno en diversos diaris com Eureka del 1972 al 1975 on es va interrompre aproximadament un any i es va reprendre el 1976 amb la tira n° 1350; la mateixa editorial també publica 18 llibres monogràfics dedicats a la sèrie de butxaca Eureka i després dos volums de la sèrie Comics Cartoons i, el 1978, va debutar la sèrie Sturmtruppen Coloren seguida per Sturmtruppen Month el 1981 i Il Meglio di Sturmtruppen (1983). Amb la fallida d'editorial Corno el 1984, la sèrie es va tornar continuar el 1985 primer pel Garden Editoriale d'Andrea Corno per a una sèrie de pocs números i després per Comic Art amb una nova sèrie mensual, Sturmtruppen, Il mensilen degli Eroi della patrien i, des del 1986, Gene Vincent, que publica un llibre de format horitzontal, Sturmtruppen, va publicar fins a 69 números fins al 1994 (els darrers set publicats per Franco Cosimo Panini).
La sèrie va acabar amb la mort de l'autor el 1995 que havia realitzat un total de 5866 entre tires i pàgines. Després de la mort de l'autor, Leo Ortolani i Clod (Claudio Onesti), van crear una nova sèrie de tires per a la revista Il Giornalino.

## Els personatges principals
La majoria de les tires de Sturmtruppen presenten soldats anònims anomenats per noms alemanys més aviat habituals (Fritz, Franz, Otto i altres), de vegades acompanyats d'un sobrenom. A més d'aquests, hi ha diversos personatges recurrents. Aquí hi ha els principals:
- Sergenten: veterà de l'exèrcit, completament inserit en el sistema, del qual ha absorbit l'obsessió per la disciplina, però també, sovint, actituds sàdiques. És una de les figures més pèrfides i sovint enviat els soldats a missions extremadament perilloses i de vegades suïcides.[1]
- Il fiero alleatan Galeazzo Musolesi: és l'únic personatge que té una identitat precisa. L'italià de San Giovanni a Persiceto, amb el seu comportament intel·ligent i profitós, representa una paròdia d'estereotips sobre els italians en guerra. El seu nom, que recorda els de Benito Mussolini i Galeazzo Ciano, es deu a un engany que el 1964 un grup d'alumnes de secundària amics de Bonvi van fer al director de la seva escola, enviant una carta signada per l'espectre Galeazzo Musolesi al setmanari Oggi, afirmant haver estat el principal soci de les armes durant la Primera Guerra Mundial i el va descriure com un heroi, dient que va sentir llegir en veu alta La Divina Comèdia de Dante en un bombardeig furibund, per elevar la moral de les tropes.[1][13][14]
- Cuoken: cuiner del camp, molt criticat per la poca qualitat de la ració que serveix, sovint composta per ingredients no comestibles com pneumàtics, oli de motor, extremitats de cadàvers. En una ocasió la seva ració fins i tot cobra vida.[1][15]
- Els "eroiken portaferiten": soldats que porten els ferits a la batalla a la infermeria mitjançant una llitera. No brillen per la seva capacitat i gairebé sempre empitjoren les condicions dels assistits. Un dels dos es diu Otto i òbviament no és molt intel·ligent, l'altre és desconegut.[16]
- L'eroiken portaordini: soldat valent i temerari, capaç de llançar-se sense dubtes i sense cap mena de precaució més enllà de qualsevol obstacle (rius, penya-segats, enemics) per tal de completar la seva missió de lliurar missatges importants.[17]
- Capitanen: el comandant de l'empresa. Si bé també representa, com el sergent, l'autoritat i el poder, assumeix de tant en tant el paper de mediador, per evitar els excessos dels altres rangs per sota o per sobre d'ell. En algunes tires mostra tendències particulars, com vestir-se amb roba de dona i festejar soldats.[1][18]
- Tenente novellinen: un oficial jove i maldestre, es va allistar només pel nepotisme, incapaç de realitzar les tasques més simples. Les seves missions acaben regularment en desastre.[1][19]
- Uffizialen superioren (oficials superioren): és la màxima font d'autoritat, és a dir, generals, coronels o inspectors, que apareixen de tant en tant. Mantenen el poder, però no sempre reben el degut respecte.[1][20]
- Piccola fedetta prussiana: un soldat trist permanentment en un arbre que mira els enemics, encara que en realitat per les raons més dispars no veu mai res. Quan s'enganxa a l'arbre, després de diversos intents infructuosos, l'única manera de fer-lo baixar és disparar-lo. El nom es pren clarament del "petit mirador llombard" (piccola vedetta lombarda a l'original) present a la novel·la Cuore d'Edmondo De Amicis.[1][21]
- Doktoren: és el metge, però no sembla gaire preparat, també perquè realment va estudiar veterinària. De vegades se'l veu intentant perseguir objectius estranys com la poció d'invisibilitat o caçant vampirs.[22]

## Altres mitjans

### Audiollibre
- Casset d'àudio que conté la lectura d'una selecció de tires produïda el 1976 per Mondadori.[5]

### Cinema
- Sturmtruppen (1976), dirigida per Salvatore Samperi i escrita amb la col·laboració del mateix Bonvicini, que també va tenir una petita part en el paper del pres per ser afusellat.[6][7][5][12]
- Sturmtruppen 2 - Tutti al fronte (1982), va ser dirigida pel mateix director i interpretada, entre d'altres, per Massimo Boldi i Teo Teocoli.[8]
- La primera pel·lícula també va inspirar una paròdia de 1977, Kakkientruppen de Marino Girolami.

### Música
- Sturmtruppen/ L'inquilino, single de Cochi e Renato de 1976.[5]

### Narrativa
- Le ultime lettere delle Sturmtruppen: col·lecció de cartes dels soldats recollides per Bonvi, publicada el 1978 per l'editorial Corno.[5]

### Teatre
- Representació teatral a Roma el 1972 dirigida per Nino De Tollis. Va provocar un escàndol perquè, inspirat en una sèrie de dibuixos animats en què les tropes es desplacen nus, a l'escenari van aparèixer, per primera vegada a Itàlia, alguns actors completament nus.[5][12]

### Televisió
- Les historietes van aparèixer llegides per actors dels programes Gulp i Supergulp! Fumetti in Tv,[5] en episodis emesos al Secondo Programma del 6 al 10 d'abril de 1981 (episodis 16-20).
- Les historietes van aparèixer en forma de tires animades, en l'emissió de Red Ronnie Be Bop A Lula.

### Videojoc
- Sturmtruppen: The Videogame per a Amiga, de 1992.[5]

## Merchandising
- Col·lecció d'adhesius produïts el 1977 per l'editorial Corno.[5]

## Premis
- Pel seu treball a Sturmtruppen el 1973, Bonvi va guanyar el premi belga Prix Saint-Michel al millor dibuixant europeu.